# Championnat NCAA masculin de volley-ball
Le championnat NCAA masculin de volley-ball oppose les universités des États-Unis dans une compétition leur étant réservée, et où les joueurs y sont inscrits en tant qu'étudiants — les joueurs professionnels sont interdits.

## Palmarès
| - 1970 : UCLA - 1971 : UCLA - 1972 : UCLA - 1973 : San Diego State - 1974 : UCLA - 1975 : UCLA - 1976 : UCLA - 1977 : USC - 1978 : Pepperdine - 1979 : UCLA - 1980 : USC - 1981 : UCLA - 1982 : UCLA - 1983 : UCLA - 1984 : UCLA - 1985 : Pepperdine - 1986 : Pepperdine - 1987 : UCLA - 1988 : USC | - 1989 : UCLA - 1990 : USC - 1991 : Long Beach State - 1992 : Pepperdine - 1993 : UCLA - 1994 : Penn State - 1995 : UCLA - 1996 : UCLA - 1997 : Stanford - 1998 : UCLA - 1999 : Brigham Young - 2000 : UCLA - 2001 : Brigham Young - 2002 : Vacant (Hawaii) - 2003 : Vacant (Lewis) - 2004 : Brigham Young - 2005 : Pepperdine - 2006 : UCLA - 2007 : UC Irvine | - 2008 : Penn State - 2009 : UC Irvine - 2010 : Stanford - 2011 : Ohio State - 2012 : UC Irvine - 2013 : UC Irvine - 2014 : Loyola Chicago - 2015 : Loyola Chicago - 2016 : Ohio State - 2017 : Ohio State - 2018 : Long Beach State - 2019 : Long Beach State - 2020 : Aucun championnat organisé en raison de Covid-19 - 2021 : Hawaii - 2022 : Hawaii - 2023 : UCLA - 2024 : UCLA - 2025 : Long Beach State |